# Beremend
Beremend är en ort i Ungern.   Den ligger i provinsen Baranya, i den sydvästra delen av landet, 200 km söder om huvudstaden Budapest. Beremend ligger 99 meter över havet och antalet invånare är 2 775.
Terrängen runt Beremend är huvudsakligen platt, men norrut är den kuperad. Terrängen runt Beremend sluttar söderut. Runt Beremend är det ganska tätbefolkat, med 90 invånare per kvadratkilometer. Närmaste större samhälle är Siklós, 12,6 km nordväst om Beremend. Trakten runt Beremend består till största delen av jordbruksmark.